# Ameiurus melas
Espèce
Statut de conservation UICN

 LC  : Préoccupation mineure
Le poisson-chat commun (Ameiurus melas), appelé aussi chat ou greffier Barbicho, est une espèce de poissons-chats d'eau douce de la famille des Ictaluridés d'origine américaine, mais aujourd'hui répandu en Europe à la suite d'introductions.
Depuis 2022, il est inscrit sur la liste des espèces exotiques envahissantes préoccupantes pour l'Union européenne. Cela signifie notamment que ce poisson ne peut pas être importé, élevé, commercialisé, ou libéré intentionnellement dans la nature, et ce nulle part dans l’Union européenne. Il ne peut plus non plus être détenu sauf dans le cas des animaux de compagnie acquis jusqu’à 1 an après leur ajout sur la liste européenne.

## Une appellation générique
Bien que l'on traite ici de l'espèce Ameiurus melas, la dénomination de « poisson-chat » couvre de nombreuses espèces caractérisées par la présence de barbillons autour de la bouche dont 2 500  à   3 000 espèces ou dénominations différentes de Siluriformes.

## Habitat
Ce poisson-chat vit dans les eaux calmes des cours d'eau ou dans les étangs. Il s'adapte à divers types de milieux artificiels.

## Aire de répartition
C'est un poisson américain qui a été introduit hors de son aire de répartition et qui continue à accroitre son aire (ex : découvert au Portugal en 2002, mais présent en Espagne depuis au moins 1950, il est l'une des 27 espèces de poissons exotiques introduits dans la péninsule Ibérique et semblant s'y acclimater, alors que de nombreux poissons autochtones eux, régressent. Il a été découvert en Roumanie en 2006 et en Pologne en 2010.

## Description, Comportement, mode de vie

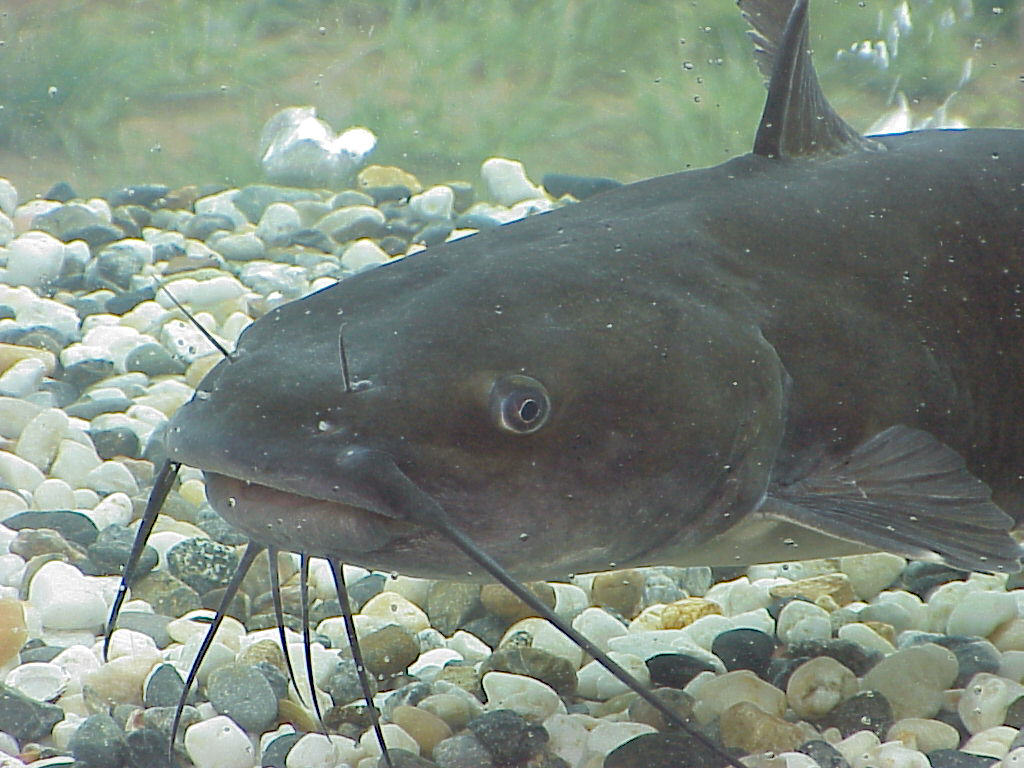
Poisson-chat commun

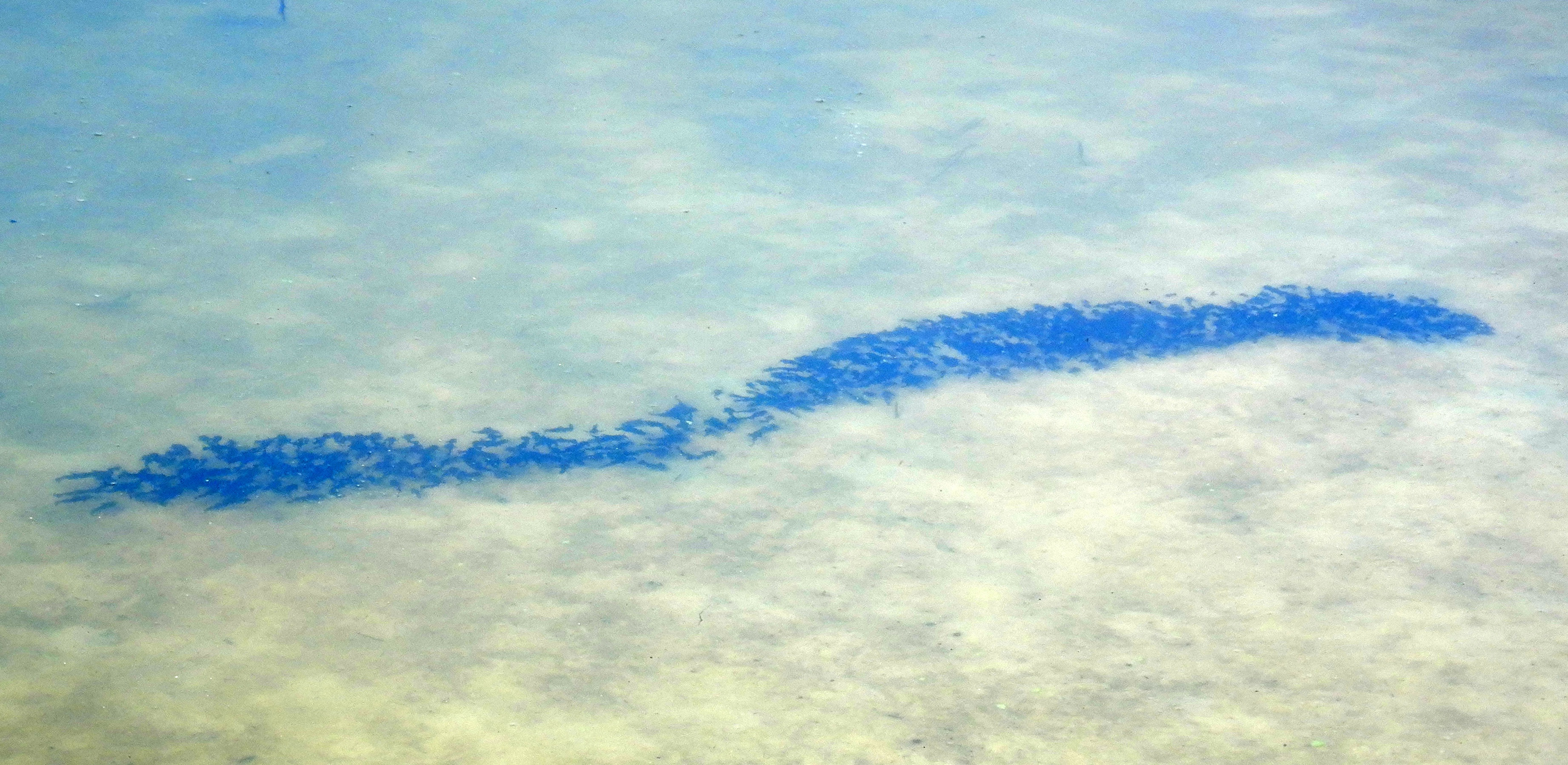
Les alevins et juvéniles de cette espèce se regroupent en bancs denses (ici dans le lac de Clarens à Casteljaloux). Leur couleur noire les rend bien visibles, fait inhabituel chez les alevins

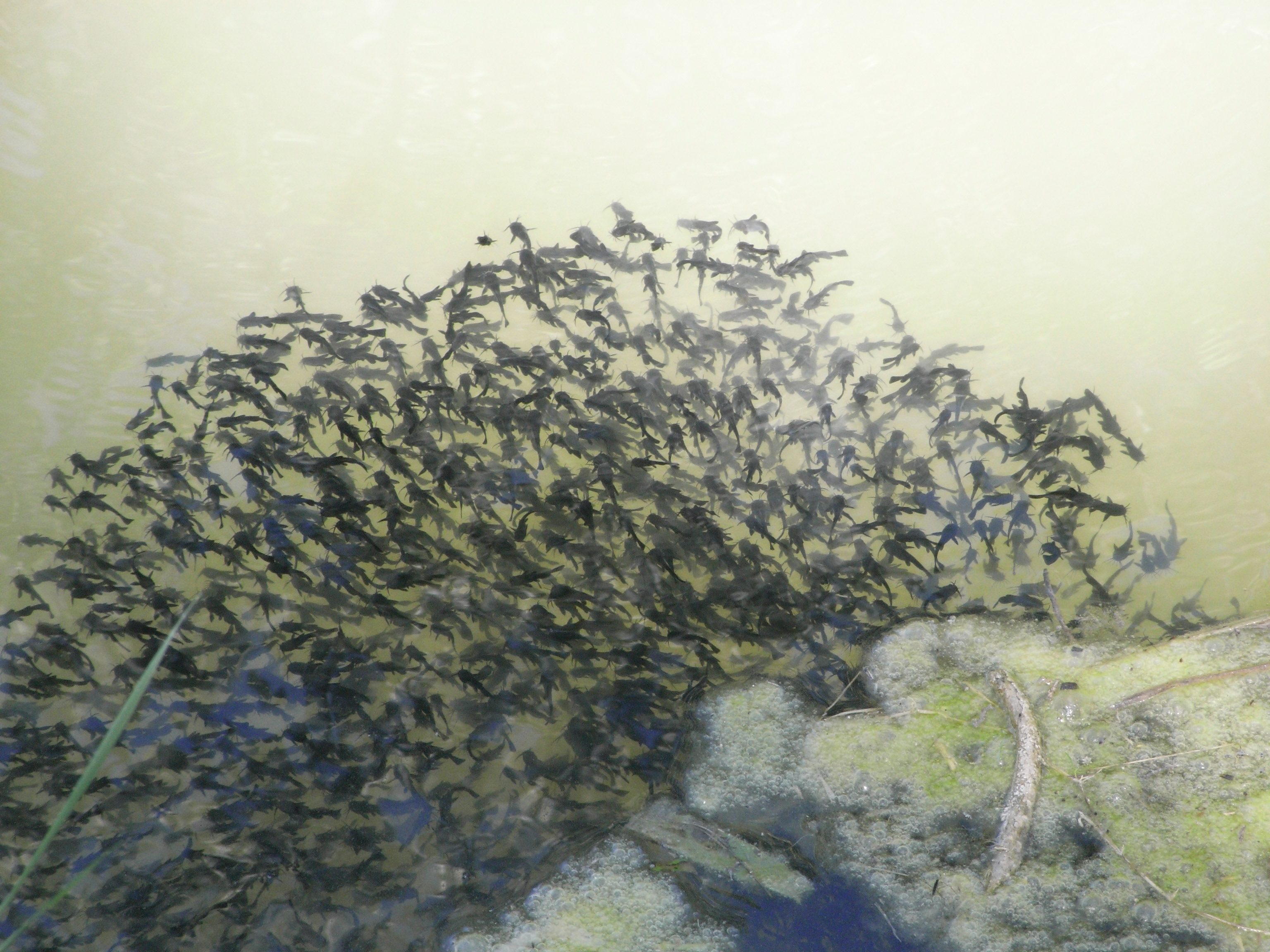
Les juvéniles sont également reconnaissables par leur forme déjà presque identique à celle de l'adulte

Très résistant, il survit très longtemps hors de l'eau (par rapport aux autres poissons).
Sa face ventrale est claire (blanche à orangée). Une étude ayant comparé la morphologie d'individus de A. melas de 4 origines (britannique, français, italien et slovaque) a conclu qu'il est plus petit en Europe que dans son aire d'origine et que si les juvéniles se ressemblent dans toutes ces régions d'Europe, l'adulte présente de légères variations morphologiques en Europe et selon le milieu , notamment en Italie où un phénotype plus distinct existe. Sa variabilité morphologique semble cependant moindre que chez d'autres espèces invasives.

Il présente aussi des variations de couleurs : après que Summer ait remarqué que cette espèce avait une pigmentation plus foncée sur les fonds sombres, et plus claires sur les fonds plus clairs, en 1930, Pearson confirme que sa pigmentation change en fonction de la luminosité de son milieu. 10 ans plus tard, Osborn montre que ce réflexe adaptatif est contrôlé par une glande du cerveau, l'hypophyse.
Poisson sans écailles, il mesure en moyenne de 15 à 20 cm et pèse entre 100 et 300 g.
Les alevins et jeunes sont fortement grégaires (formant une grappe dense à proximité du nid ou autour du mâle qui les protège dans le cas des alevins). Ce phénomène de rassemblement est probablement basé sur des stimuli spécifiques, que Bowen a cherché à découvrir au début des années 1930,.
Alimentation : c'est une espèce benthivore, omnivore et vorace qui se nourrit principalement sur le fond où il détecte sa nourriture grâce à de longs barbillons. 
Son comportement alimentaire de fouilleur de substrat (vase ou sable) est source de turbidité de l'eau. Il dévore tout ce que les autres poissons ne mangent pas et consomme notamment les œufs d'autres poissons.
Reproduction : la reproduction de cette espèce a lieu au printemps, lorsque la température de l'eau atteint 18 °C environ. Le frai se déroule sur un « nid » préparé par le couple géniteur, la ponte est ensuite protégée et entretenue par le mâle. Cette protection se poursuit après l'éclosion, les alevins restant groupés en boule caractéristique pendant plusieurs semaines.

## Législation
Cette espèce étant potentiellement invasive et susceptible de déséquilibrer le réseau trophique des milieux où il est introduit, depuis 1985, il est en France interdit de le relâcher et de le transporter vivant.

## Histoire duPoisson-chat communen France
Originaire de l'Amérique du Nord, ce poisson-chat a été introduit en France en 1871.

Les premiers individus sont réputés s'être échappés du Muséum national d'histoire naturelle vers la Seine toute proche en empruntant le réseau des égouts (Lavauden, 1905).
Après cet épisode cette espèce fut "oubliée" et ce n'est qu'au début du siècle que sa dispersion à la suite d'introductions par l'Homme s'est épandue : En 1901 introduction dans des étangs en Loire-Atlantique (Labarletrier, 1901), en 1904 des déversements ont eu lieu dans la Seine et la Dordogne (Pion-Gaud et Lavauden, 1904). Son introduction a même été favorisée par les sociétés de pêche dans les secteurs les plus pollués (Lavollée, 1906).
En 1951, Vivier montre que le poisson-chat a colonisé l'ensemble du réseau hydrographique, cette espèce ayant peu de prédateurs autochtones.
Ce n'est que récemment (Spillmann, 1967) que l'identité de cette espèce a été déterminée avec précision.
Encore largement répandu le poisson-chat semble cependant en régression du fait de la pollution et peut être de maladie (Des expériences de laboratoire ont montré que cette espèce est très sensible au virus européen du poisson-chat (ECV) et d'autres ranavirus ; 7 isolats de ranavirus ont été utilisés sur des juvéniles de A. melas maintenus dans des aquariums alimentés en eau détartrée dans une eau de 15 à 25 °C. Les poissons étaient aussi vulnérables au virus de la nécrose hématopoïétique épizootique (EHNV) à 25 °C (et moindrement à 15 °C) . Par contre aucune mortalité significative n'a été observée chez les individus exposés au virus European sheatfish virus (ESV), au virus Frog 3 (FV3), au virus Rana esculenta virus-like (REV), à l'iridovirus Bohle (BIV) ni au virus short-finned eel virus (SERV))

## Source de problèmes écosystémiques
Cette espèce est considérée comme susceptible de provoquer des déséquilibres biologiques.
Boêt en 1981 estimait qu'aucun argument ne le confirmait puis lors de tests réalisés en mésocosmes, Braig & Johnson ont montré en 2003 que sa présence contribue à rendre les eaux plus turbides sans toutefois que cette turbidité ne dépasse celle du marais ouvert qui servait lors de cette expérimentation de milieu de référence (pour rappel, une turbidité élevée induit une chute de la production de macrophytes et une diminution de l'utilisation du milieu par la faune sauvage. Selon ses auteurs « le plus grand impact de ce poisson benthivore sur la turbidité dans les systèmes peu profonds pourrait être indirect, dû à destruction des macrophytes et à la déstabilisation ultérieure des substrats non consolidés ». En 2008 Leuda et ses collègues pointent le fait que là où il a été introduit, il exerce une prédation significative sur les espèces autochtone d'Espagne.
Récemment (1996) un nouveau virus a été découvert chez ce poisson. En 2008, Doszpoly et son équipe ont montré que cette nouvelle souche pouvait être classée dans la nouvelle famille de virus des Alloherpesviridae. Des virus proches sont responsables de maladies émergentes qui touchent notamment les carpes ou l'anguille.

## Pêche et gestion piscicole
Sa pêche se pratique à la ligne flottante, à la plombée et au cordeau. L'appât reposant au fond est constituée d'un ver de terre moyen ou d'un asticot ou tronçonné sur un hameçon de 8. Touche très franche. Le poisson-chat s'attaque également aux vifs des lignes à brochet. Il est important de manier ce poisson avec attention, car il peut occasionner des piqûres douloureuses.
En France la principale politique de régulation de l'espèce a été de tenter d'éliminer systématiquement les noyaux de population, en masse par les pêcheurs. L'efficacité de cette mesure n'avait jamais été évaluée avant 2006. Une étude faite dans le marais de Grande Brière Motierre (nord-ouest de la France) où ce poisson dominait l'écosystème aquatique, la population a été évaluée au moyen du piégeage et de la pêche électrique, ainsi que par une enquête concernant la pêche non commerciale. Il a été noté dans ce cas que les distributions de fréquence de longueur étaient significativement différentes entre les individus piégés et ceux échantillonnés par la pêche électrique (ce qui fait évoquer une sélectivité des pièges quant à la taille des poissons qu'ils capturent). Dans ce cas, selon les zones étudiées, l'abondance de l'espèce était négativement corrélée à l'activité des pêcheurs. Le ratio jeune de l'année / adulte étant constant pour tous les sites étudiés, il semble que cette espèce bien que prolixe et défendant ses petits « pourrait ne pas compenser la mortalité due à la pêche par un recrutement accru ».

## Parasitoses
Comme tous les poissons, A. melas peut être porteurs de divers types de parasites.
À titre d'exemple, en 1947, une nouvelle espèce de cilié parasite a été découvert dans les branchies de cette espèce.

## Taxinomie
Le taxon Ameiurus melas admet les synonymes latins suivants :
- Ameirus melas (Rafinesque, 1820)
- Ameiurus melas melas (Rafinesque, 1820)
- Ameiurus vulgaris (Thompson, 1842) - synonymie discutable
- Ictalurus melas (Rafinesque, 1820)
- Ictalurus melas melas (Rafinesque, 1820)
- Silurus melas Rafinesque, 1820